# Buthus centroafricanus
Espèce
Buthus centroafricanus est une espèce de scorpions de la famille des Buthidae.

## Distribution
Cette espèce est endémique de Haute-Kotto en Centrafrique. Elle se rencontre entre Yalinga et Bria.

## Description
Le mâle holotype mesure 52,9 mm.

## Étymologie
Son nom d'espèce lui a été donné en référence au lieu de sa découverte, la Centrafrique.

## Publication originale
- Lourenço, 2016 : « A new species of the genus Buthus Leach, 1815 (Scorpiones: Buthidae) from dry forest formations in Central African Republic. » Serket, vol. 15, no 2, p. 71-79 (texte intégral).